# Mânăstirea Soveja
Mănăstirea Soveja este un loc spiritual din județul Vrancea, ce datează din secolele XVII și XVIII. Situată la poalele munților Vrancei, această mănăstire înfățișează o imagine de poveste, ce ademenește prin farmecul său.
Istoria: Această mănăstire a fost construită în 1690 de către călugării din mănăstirea Putna. Aici a fost adăpostită icoana Maicii Domnului, ce reprezintă motivul pentru care a apărut mănăstirea. În anul 1790 a fost construită biserica în formă de cruce latină, ce se înfățișează cu picturi murală interioare.
Atracțiile: Pe lângă biserica, mănăstirea Soveja mai include și alte clădiri precum: chiliile călugărilor, magazia, metania și clopotnița. Cele mai importante obiecte ce se regăsesc în incinta mănăstirii sunt icoana Maicii Domnului, ce datează din secolul XIX și o cruce din aur.
Activități: Acest complex mănăstiresc poate fi vizitat anual, în ziua Sfântului Ioan Botezătorul. De asemenea, persoanele interesate se pot bucura de frumusețile oferite de acest loc sacru și de procoperea sa, făcând trasee de turism religios.
Mănăstirea Soveja oferă persoanelor ce o vizitează o experiență unică, prin istorie, frumusețe și spiritualitate. Acest loc, mai mult decât un obiectiv turistic, se prezintă ca un adevărat sanctuar unde oamenii pot lua contact cu latura lor spirituală.